# Siaya (hạt)
Hạt Siaya là một hạt thuộc tỉnh Nyanza ở Kenya. Theo điều tra dân số ngày 24 tháng 8 năm 1999, hạt này có dân số 480184 người. Hạt Siaya có diện tích 1520 km². Hạt lỵ đóng tại Siaya.